# Pantalán

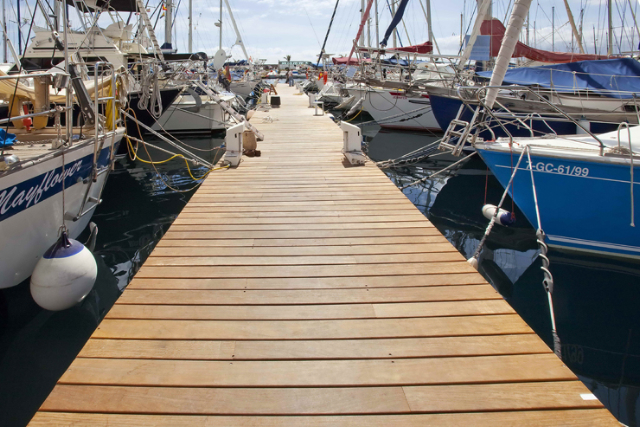
Pantalán en el puerto de Mogán.

Se llama pantalán al muelle estrecho o pasarela flotante que se adentra en el mar y se utiliza como embarcadero para barcos de tonelaje pequeño.
El término procede del nombre que se daba en Filipinas a una avanzadilla o muelle de madera o cañas, tal y como se recoge en los diccionarios marítimos del siglo XIX.

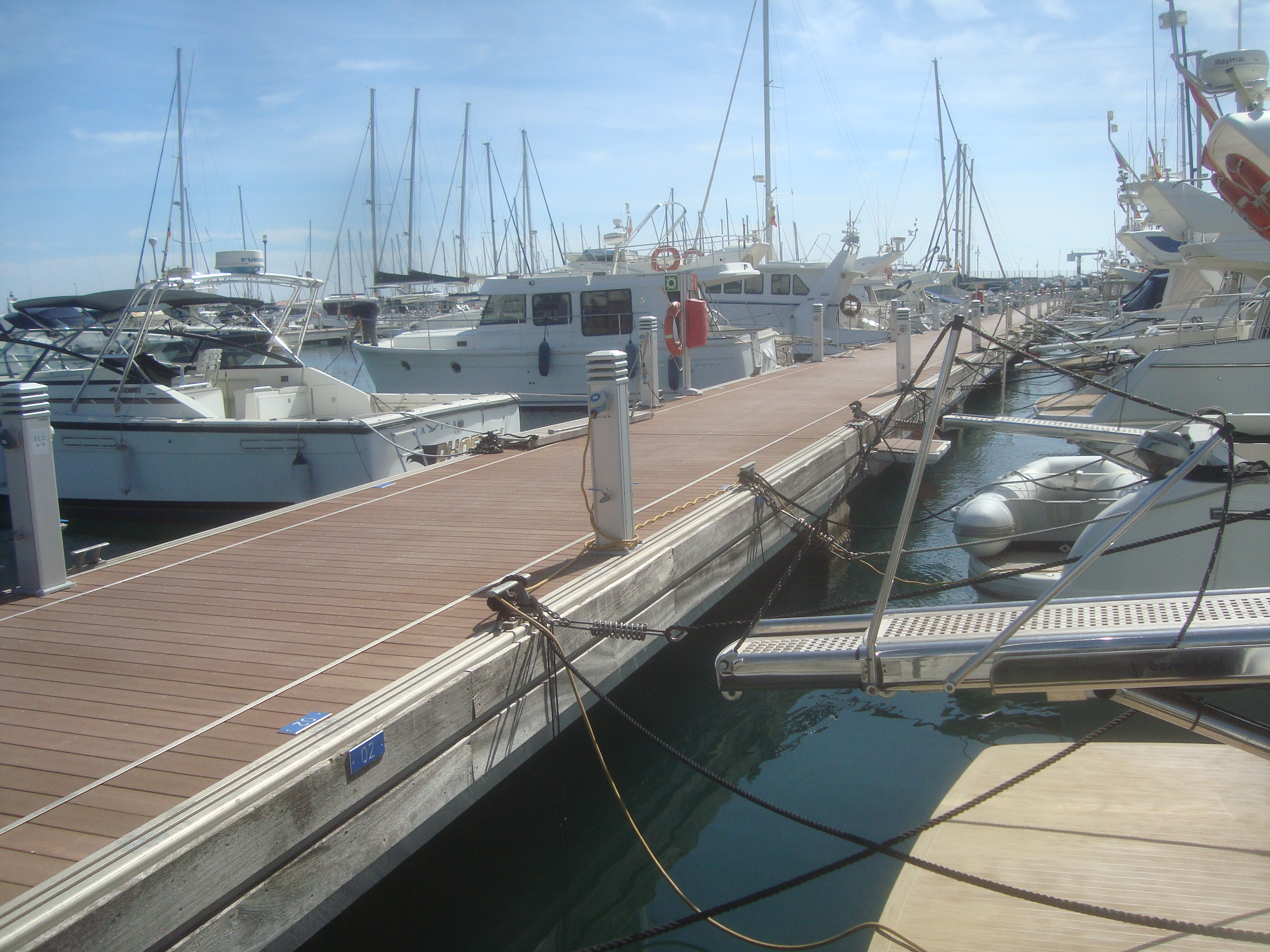
Pantalán del puerto náutico de Cambrils.